# Himascelis brunneus
Himascelis brunneus là một loài bọ cánh cứng trong họ Cryptophagidae. Loài này được Sen Gupta, T miêu tả khoa học năm 1978.